# Anthophora linsleyi
Anthophora linsleyi är en biart som beskrevs av Timberlake 1941. Anthophora linsleyi ingår i släktet pälsbin, och familjen långtungebin. Inga underarter finns listade i Catalogue of Life.